# Massala-Barala
Massala-Barala est une localité située au nord-ouest de la Côte d'Ivoire et appartenant au département de Touba, dans la Région du Bafing. La localité de Massala-Barala est un chef-lieu de commune.